# Municipio de River (Kansas)
El municipio de River (en inglés: River Township) es un municipio ubicado en el condado de Pawnee en el estado estadounidense de Kansas. En el año 2010 tenía una población de 66 habitantes y una densidad poblacional de 0,71 personas por km².

## Geografía
El municipio de River se encuentra ubicado en las coordenadas 38°13′5″N 98°58′3″O / 38.21806, -98.96750. Según la Oficina del Censo de los Estados Unidos, el municipio tiene una superficie total de 92.32 km², de la cual 92,32 km² corresponden a tierra firme y (0 %) 0 km² es agua.

## Demografía
Según el censo de 2010, había 66 personas residiendo en el municipio de River. La densidad de población era de 0,71 hab./km². De los 66 habitantes, el municipio de River estaba compuesto por el 92,42 % blancos, el 7,58 % eran de otras razas. Del total de la población el 7,58 % eran hispanos o latinos de cualquier raza.